# Desle-François Breney
Desle-François Breney, né en 1804 à Luxeuil-les- Bains et mort en 1891 à Deauville, est un architecte français du XIXe, maire de Deauville de 1861 à 1876.

## Biographie
Né le 5 nivose an 13 (26 décembre 1804) à Luxeuil-les-Bains dans la Haute Saône, Desle François Breney est le deuxième fils de Joseph Gabriel Breney, commis des ponts et chaussées et de Anne Josèphe Mazet. Suivant le cursus de son frère Jean Claude Florentin Breney, il entre à l'école nationale supérieure des beaux arts de Paris en section architecture en 1826 sous le matricule No 683. Son frère l'ayant précédé peu avant, il reçoit l'appellation de « Breney le jeune ». Ayant comme professeurs Adolphe Marie François Jaÿ et Jean Nicolas Louis Durand, il est diplômé en 1829.
Le 22 septembre 1836  il épouse à Paris Marie Aglaé Félicie Nedey, fille de Gaspard Claude Nedey célèbre médecin de Vesoul connu pour sa participation active à la vaccination contre la variole. Le couple a une fille Élisabeth Flavie née 4 ans plus tôt et reconnue au mariage. Les époux Breney habitent d'abord à Trouville-sur-Mer dès 1844, puis à Deauville dans la villa construite en 1861.
Sa femme meurt à Deauville le 24 avril 1866 et lui le 17 juillet 1891 dans la ville dont il a été un des rénovateurs et le premier maire de la ville moderne.
La ville de Deauville a donné son nom à la rue reliant la place Morny au bassin des yachts 

## Vie professionnelle

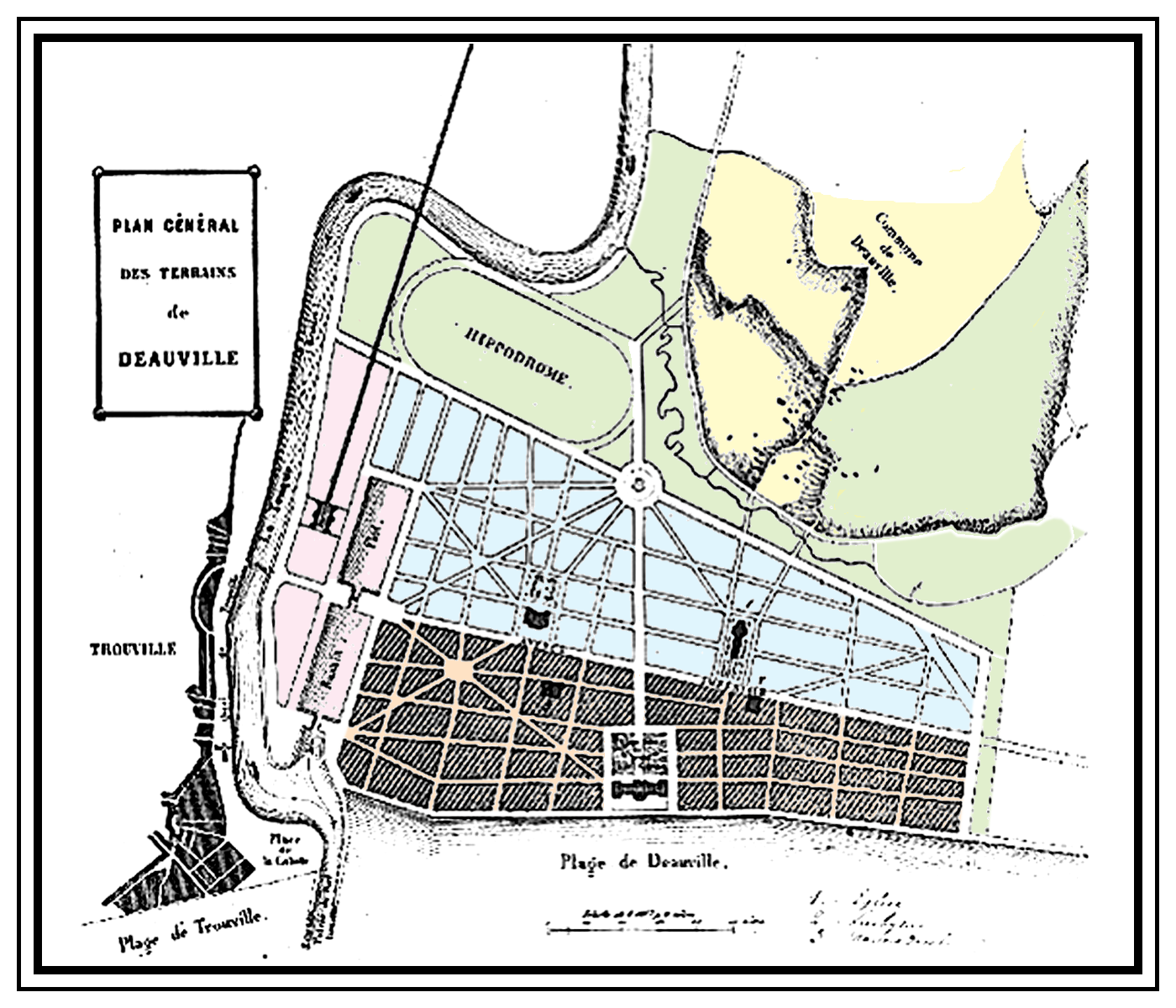
Projet d'urbanisation de la nouvelle station balnéaire de Deauville daté de 1859.

Installé à Paris dans le 2e arrondissement, il se fait connaître par la construction du nouveau casino-salon de Trouville en 1847.
En 1849, il est l'adjoint du comte d'Hautpoul maire de Trouville et en 1855, celui du baron Clary.
Il est ensuite pressenti lors de la création de la ville voisine Deauville, et c'est son plan de 1859 qui est retenu pour le développement de cette nouvelle station balnéaire.
 Il devient alors le premier maire de la nouvelle Deauville en 1861 jusqu'en 1876 ou il est battu aux élections. Il sera encore conseiller municipal en 1884.

## Réalisations
- Casino-Salon, Trouville 1847
- Plan de Deauville 1859
- Villa Breney 1861 [6]
- Cercle de Deauville [7]
- Église Saint-Augustin, Deauville
- Temple protestant de Deauville
- Lotissement des Arcades, Deauville
- Place Morny, Deauville
- Villa Sergevna (Duc de Morny)

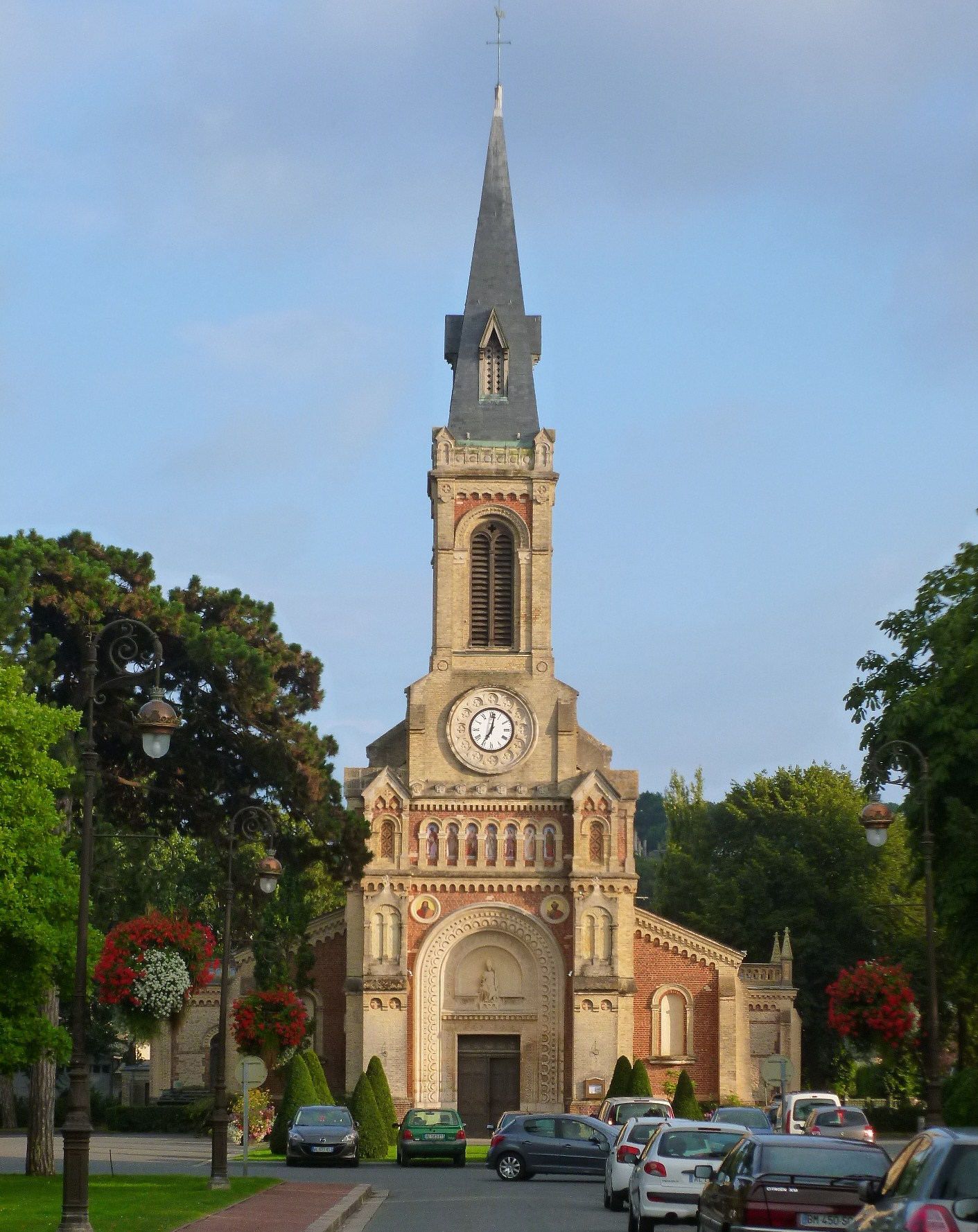
Église Saint-Augustin

- Villa Victoria Lodge (Docteur Olliffe)
- Villa Elisabeth (M. Donon, banquier)
- Villa Poisson (Baron Poisson)